# Celebrity Hunted – Jede Spur kann dich verraten
Celebrity Hunted – Jede Spur kann dich verraten ist ein Reality-TV-Format, das am 3. Dezember 2021 auf Amazon Prime veröffentlicht wurde. Prominente Teilnehmer wie Wladimir Klitschko, Vanessa Mai, Tom Beck, Stefanie Giesinger oder Kida Khodr Ramadan versuchen darin, in Deutschland unterzutauchen und 10 Tage unentdeckt zu bleiben. Das Format wurde ursprünglich in Großbritannien von Shine TV entwickelt.

## Inhalt
Zehn verschiedene Prominente versuchen, teilweise einzeln, teilweise im Team, unterzutauchen und der Fahndung eines Ermittler-Teams zu entgehen. Chef dieses Teams ist Erich Vad, ehemaliger Sicherheitsbeauftragter von Angela Merkel. Wem es gelingt, nach 10 Tagen ein im Verlauf der Sendung enthülltes Ziel zu erreichen, hat gewonnen. Alle Teams bekommen ein Handy gestellt und dürfen maximal über 50 Euro am Tag verfügen. Um den Prominenten auf die Spur zu kommen, werden in der Sendung die Methoden von Ermittlungsbehörden nachgestellt. Eine nicht gezeigte Spielleitung entscheidet hierbei, welche Infos die Ermittler wann bekommen.

## Teams
- Wladimir Klitschko, früherer Boxweltmeister (Gewinner)
- Stefanie Giesinger, Model und Schauspielerin
- Vanessa Mai, Sängerin, und Andreas Ferber, Manager und Ehemann von Vanessa Mai
- Tom Beck, Schauspieler und Sänger, und Axel Stein, Schauspieler und Comedian
- Diana (@diademlori) und Melisa Kocak (@memira.x), Social-Media-Stars bei TikTok
- Kida Khodr Ramadan, Schauspieler, und Summer Cem, Rapper

## Episoden
Die Serie besteht aus sechs Episoden, von denen jeweils zwei im Wochenrhythmus veröffentlicht wurden.
| Nr. | Titel                    | Erstausstrahlung  | Länge   |
| --- | ------------------------ | ----------------- | ------- |
| 1   | Fang.Mich.Doch.          | 3. Dezember 2021  | 54 Min. |
| 2   | Rapper & Rocker          | 3. Dezember 2021  | 57 Min. |
| 3   | Hochgefühl & Tiefstapler | 10. Dezember 2021 | 51 Min. |
| 4   | Lover & Leguane          | 10. Dezember 2021 | 55 Min. |
| 5   | Tipp, Trick & Truck      | 17. Dezember 2021 | 51 Min. |
| 6   | Showdown                 | 17. Dezember 2021 | 38 Min. |

## Parodien
In der Show TV total hatte der Moderator Sebastian Pufpaff sich selbst als einen 11. Celebrity dargestellt.